# Usa Hachiman-gū

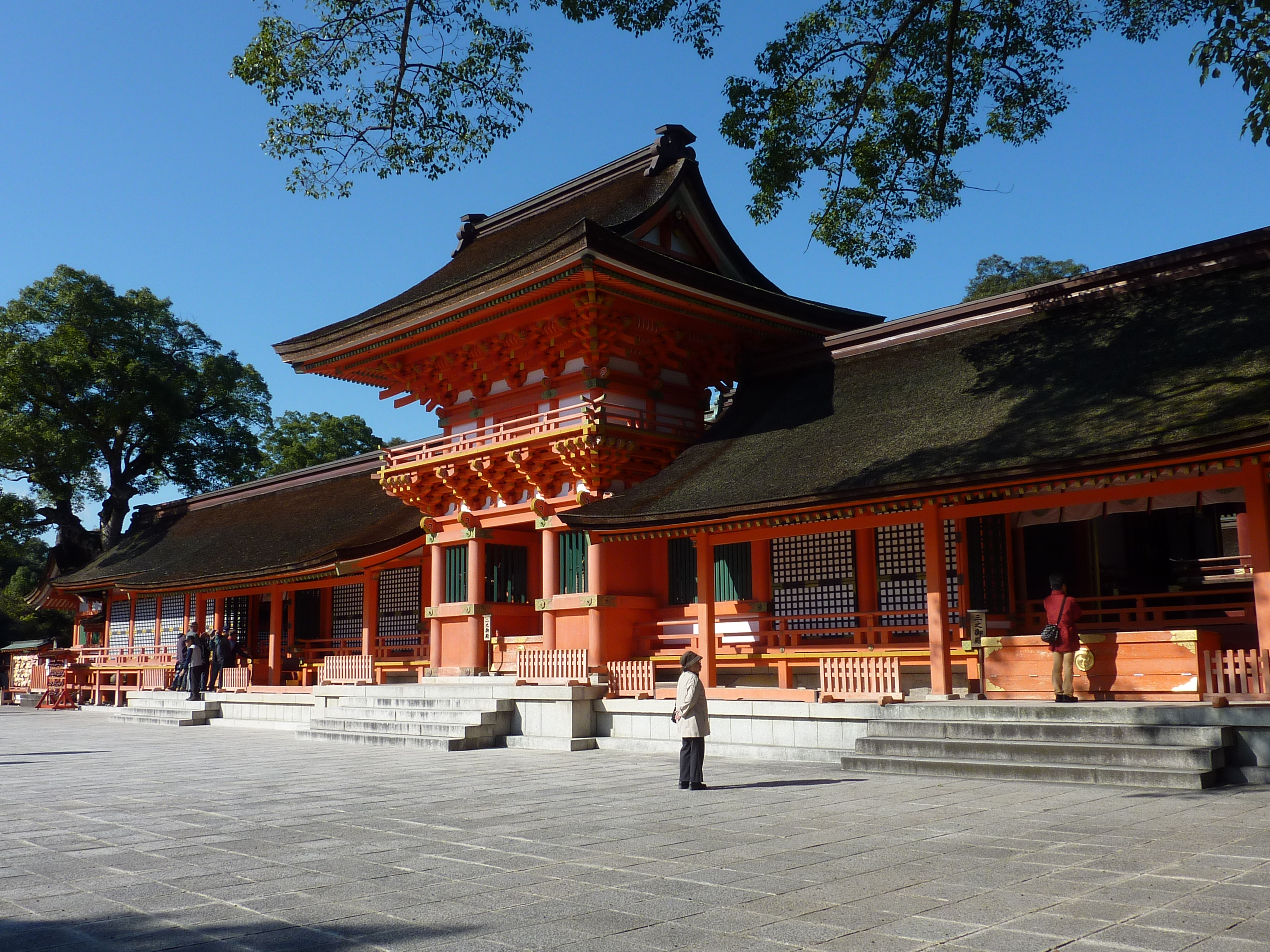
Eingang zum Innersten Schreinbereich (Nanchū rōmon)

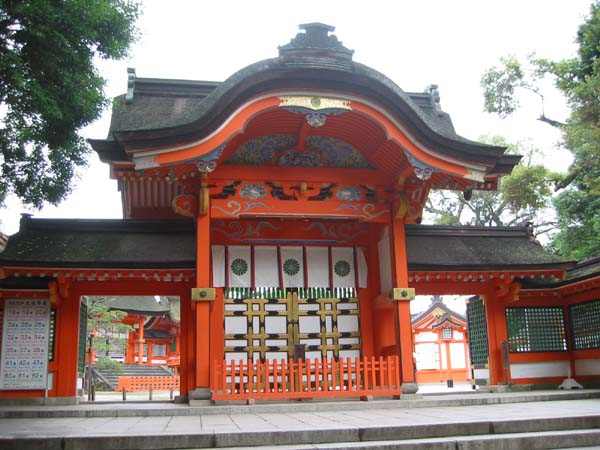
Zugang zur Anlage des Hauptschreins (Saidaimon)

Der Usa Hachiman-gū (jap. 宇佐八幡宮), oder Hachiman-Schrein von Usa, ist der älteste Hauptschrein des heute überall in Japan verbreiteten Hachiman-Kultes. Der Schrein wird auch als Usa-jingū (宇佐神宮) bezeichnet. Seine ursprüngliche Namenslesung bzw. die Bezeichnung der Gegend rund um den Schrein lautete wahrscheinlich ehemals Yahata (rein-japanische Lesung von 八幡). Der Schrein befindet sich in der Stadtgemeinde Usa der Präfektur Ōita im Nordosten der Insel Kyūshū. 
Die Ursprünge des Schreins reichen wahrscheinlich ins 7. Jahrhundert zurück, doch gesicherte Aussagen sind erst ab dem 8. Jahrhundert möglich. Laut einer Schreinchronik (dem Hachiman Usagū gotakusenshū 八幡宇佐宮御託宣集; 14. Jahrhundert) befindet er sich seit dem Jahr 725 an seinem heutigen Ort, am Fuße des Berges Ogura 小椋 in der damaligen Provinz Buzen (heute Ōita). Die im Usa Hachiman-gū verehrten Hauptgottheiten sind Ōjin-tennō, Himekami und Jingū-kōgō. 

## Gottheiten
Die im Usa-Schrein verehrten Gottheiten (kami) dürften ursprünglich aus den Klangöttern (ujigami) von drei Adelsfamilien entstanden sein, welche auch am Schrein selbst als Priester tätig waren. Zu diesen gehörte die Familie der Ōga (大神), die wahrscheinlich koreanische Wurzeln hatte, sich aber zunächst im Yamato-Becken in Zentral-Japan ansiedelte und erst später nach Nord-Kyūshū kam. Man nimmt heute an, dass es die Priester aus dem Hause Ōga waren, die Anfang des achten Jahrhunderts eine Verbindung zwischen Hachiman und der Genealogie des Tennō-Geschlechts herstellten, indem sie Hachiman als Inkarnation des legendären Kaisers Ōjin identifizierten. Daher wird auch die Mutter des Ōjin, Jingū-kōgō, als Schreingottheit verehrt. Die dritte Hauptgottheit, Himekami (oder Hime no Ōkami, wörtlich „göttliche Prinzessin“ oder „göttliche Braut“), lässt sich nicht unmittelbar auf die kaiserliche Genealogie wie sie in Kojiki oder Nihon shoki aufgezeichnet ist, zurückführen. Während die drei Hauptgottheiten zusammen in der Haupthalle (honden) verehrt werden, beinhaltet die Schreinanlage auch diverse Nebenschreine, die anderen kami geweiht sind. Eine derartige Mehrfachkombination von Gottheiten ist in japanischen Shintō-Schreinen keine Seltenheit. Hachiman gilt dabei als repräsentative Gottheit der gesamten Schreinanlage, während die anderen kami gleichsam seine Gefolgschaft darstellen.

## Orakeltradition
In Usa gab es wahrscheinlich schon vor der Nara-Zeit eine starke Orakel-Tradition, wobei weibliche Priesterinnen offenbar eine wichtige Rolle als Medien der Gottheit spielten. So war es denn auch die Priesterin Ōga Morime, die im Namen Hachimans den Wunsch der Gottheit verkündete, als Schutzgottheit des Großen Buddha in der damaligen Hauptstadt Heijō-kyō (Nara) zu fungieren. Morime begleitete im Jahr 749 eine Göttersänfte mit einem „Zweiggeist“ (bunrei) des Hachiman in die Hauptstadt, wo sie mit Ehren überhäuft wurde und so zu einer zentralen Gestalt im Zuge der Errichtung des ersten Zweigschreins des Usa Hachiman-gū wurde. Auch später, beispielsweise in der sogenannten Dōkyō-Affäre, spielten die Orakel (託宣, takusen) des Hachiman von Usa eine vor allem politisch eminent wichtige Rolle.

## Verbindung mit dem Buddhismus
Schon im Jahr 737, also bald nach der Errichtung des Schreins am gegenwärtigen Ort, wurde innerhalb des Schreins ein buddhistischer Tempel des Miroku Bosatsu (Bodhisattva Maitreya) errichtet, der sich bis zur Meiji-Zeit hier befand. Der Usa-Schrein gilt infolgedessen als einer der ersten „Tempel-Schrein-Komplexe“ (神宮寺, jingūji), in denen buddhistische und „shintōistische“ Rituale fast untrennbar miteinander verbunden sind. Eines der wichtigsten Schreinfeste in Usa, das auch von vielen anderen Hachiman-Schreinen übernommen wurde, ist das hōjō-e (放生会), eigentlich eine buddhistische Zeremonie, in deren Kern die Freilassung von gefangenen Tieren steht. In Usa wird das hōjō-e mit dramatisch-theatralischen Elementen aus der einheimischen kagura-Tradition kombiniert, es handelt sich also um einen für den gesamten Hachiman-Kult typischen synkretistischen Ritus (vgl. Shinbutsu-Shūgō).

## Architektur
Das Hauptgebäude des Usa-Schreins ist ein eigentümlicher Zwillingsbau, dessen Bauweise man als hachiman zukuri (八幡造; „Hachiman-Stil“) bezeichnet. Er ist auch in anderen wichtigen Hachiman-Schreinen wie zum Beispiel dem Iwashimizu Hachiman-gū anzutreffen. Die sogenannte Zeremonienhalle (haiden) ist in diesem Fall mit der Haupthalle (honden) dergestalt verschmolzen, dass sich die Dachtraufen der beiden berühren und eine gemeinsame Regenrinne benützen. 
Das Hauptgebäude zählt zu den Nationalschätzen Japans.